# Sophie Villeneuve
Sophie Villeneuve (* 6. November 1969 in Mülhausen) ist eine ehemalige französische Skilangläuferin und Mountainbikerin.

## Werdegang
Villeneuve lief im März 1990 in Lahti ihr erstes von insgesamt 92 Weltcupeinzelrennen, das sie auf dem 34. Platz über 5 km Freistil beendete. Im folgenden Jahr holte sie in Falun mit dem 15. Platz über 10 km Freistil ihren ersten Weltcuppunkt. Ihre besten Resultate bei den Olympischen Winterspielen 1992 in Albertville waren der 18. Platz über 30 km Freistil und der fünfte Rang mit der Staffel. In der Saison 1992/93 siegte sie im Continental-Cup in Toblach über 10 km Freistil und errang in Argentière den zweiten Platz über 10 km Freistil. Ihre besten Platzierungen beim Saisonhöhepunkt, den Nordischen Skiweltmeisterschaften 1993 in Falun, waren der 20. Platz in der Verfolgung und der neunte Platz mit der Staffel. In der folgenden Saison kam sie bei 12 Weltcupteilnahmen neunmal in die Punkteränge und erreichte damit den 21. Platz im Gesamtweltcup. Bei den Olympischen Winterspielen 1994 in Lillehammer belegte sie den 23. Platz über 5 km klassisch, den 11. Platz mit der Staffel, den zehnten Rang in der Verfolgung und den neunten Platz über 15 km Freistil. Im folgenden Jahr kam sie bei den Nordischen Skiweltmeisterschaften in Thunder Bay auf den 31. Platz über 5 km klassisch, auf den 18. Rang in der Verfolgung und auf den 16. Platz über 30 km Freistil. In der Saison 1995/96 errang sie mit 14 Platzierungen in den Punkterängen den 18. Platz im Gesamtweltcup. In der folgenden Saison kam sie mit vier Top-Zehn-Platzierungen auf den 18. Platz im Langdistanzweltcup, auf den 15. Rang im Gesamtweltcup und auf den 14. Platz im Sprintweltcup. Ihre besten Ergebnisse bei den Nordischen Skiweltmeisterschaften 1997 in Trondheim waren der neunte Platz über 15 km Freistil und der siebte Rang mit der Staffel. In der Saison 1997/98 kam sie bei allen 11 Weltcupteilnahmen im Einzel in die Punkteränge. Dabei erreichte sie in Mailand mit dem vierten Platz im Sprint ihre beste Einzelplatzierung im Weltcup und zum Saisonende mit dem 17. Platz im Langdistanzweltcup, mit dem 14. Rang im Gesamtweltcup und mit dem 12. Platz im Sprintweltcup ihre besten Gesamtplatzierungen. Zudem wurde sie in Falun zusammen mit Karine Laurent Philippot Zweite im Teamsprint. Beim Saisonhöhepunkt, den Olympischen Winterspielen 1998 in Nagano, belegte sie den 32. Platz über 5 km klassisch, den 27. Platz in der Verfolgung, den 17. Rang über 30 km Freistil und den 11. Platz mit der Staffel. In der folgenden Saison errang sie mit 12 Ergebnissen in den Punkterängen den 18. Platz im Gesamtweltcup. Ihre besten Platzierungen bei den Nordischen Skiweltmeisterschaften 1999 in Ramsau am Dachstein waren der zehnte Platz je über 5 km klassisch und in der Verfolgung und der neunte Rang mit der Staffel. Ihr letztes Weltcupeinzelrennen absolvierte sie im März 1999 in Oslo, das sie auf dem 17. Platz über 30 km klassisch beendete. In den Jahren 1999 und 2001 gewann sie den La Foulée Blanche über 30 km Freistil und in den Jahren 2000 und 2001 den Marathon de Bessans über 42 km Freistil. Als Mountainbikerin nahm sie bei den Olympischen Sommerspielen 2000 in Sydney teil. Dabei fuhr sie auf den 23. Platz im Cross Country.

## Erfolge

### Siege bei Continental-Cup-Rennen
| Nr. | Datum             | Ort     | Disziplin      | Serie           |
| --- | ----------------- | ------- | -------------- | --------------- |
| 1.  | 15. Dezember 1992 | Toblach | 10 km Freistil | Continental-Cup |

### Siege bei Skimarathon-Rennen
- 1999, 2001 La Foulée Blanche, 30 km Freistil
- 2000, 2001 Marathon de Bessans, 42 km Freistil

## Teilnahmen an Weltmeisterschaften und Olympischen Spielen

### Olympische Spiele
- 1992 Albertville: 5. Platz Staffel, 18. Platz 30 km Freistil, 31. Platz 10 km Freistil Verfolgung, 49. Platz 5 km klassisch
- 1994 Lillehammer: 9. Platz 15 km Freistil, 10. Platz 10 km Freistil Verfolgung, 11. Platz Staffel, 23. Platz 5 km klassisch
- 1998 Nagano: 11. Platz Staffel, 17. Platz 30 km Freistil, 27. Platz 10 km Freistil Verfolgung, 32. Platz 5 km klassisch
- 2000 Sydney: 23. Platz Mountainbike, Cross-Country

### Nordische Skiweltmeisterschaften
- 1993 Falun: 9. Platz Staffel, 20. Platz 10 km Freistil Verfolgung, 22. Platz 30 km Freistil, 38. Platz 5 km klassisch
- 1995 Thunder Bay: 16. Platz 30 km Freistil, 18. Platz 10 km Freistil Verfolgung, 31. Platz 5 km klassisch
- 1997 Trondheim: 7. Platz Staffel, 9. Platz 15 km Freistil, 20. Platz 10 km Freistil Verfolgung, 35. Platz 30 km klassisch, 50. Platz 5 km klassisch
- 1999 Ramsau am Dachstein: 9. Platz Staffel, 10. Platz 5 km klassisch, 10. Platz 10 km Freistil Verfolgung, 19. Platz 15 km Freistil, 21. Platz 30 km klassisch

## Platzierungen im Weltcup

### Weltcup-Statistik
Die Tabelle zeigt die erreichten Platzierungen im Einzelnen.
- 1.–3. Platz: Anzahl der Podiumsplatzierungen
- Top 10: Anzahl der Platzierungen unter den ersten zehn
- Punkteränge: Anzahl der Platzierungen innerhalb der Punkteränge
- Starts: Anzahl gelaufener Rennen in der jeweiligen Disziplin
- Hinweis: Bei den Distanzrennen erfolgt die Einordnung gemäß FIS.

| Platzierung         | Distanzrennen a | Distanzrennen a | Distanzrennen a | Distanzrennen a | Distanzrennen a | Skiathlon Verfolgung | Sprint | Etappen- rennen b | Gesamt | Team c | Team c  |
| Platzierung         | ≤ 5 km          | ≤ 10 km         | ≤ 15 km         | ≤ 30 km         | > 30 km         | Skiathlon Verfolgung | Sprint | Etappen- rennen b | Gesamt | Sprint | Staffel |
| ------------------- | --------------- | --------------- | --------------- | --------------- | --------------- | -------------------- | ------ | ----------------- | ------ | ------ | ------- |
| 1. Platz            |                 |                 |                 |                 |                 |                      |        |                   |        |        |         |
| 2. Platz            |                 |                 |                 |                 |                 |                      |        |                   |        | 1      |         |
| 3. Platz            |                 |                 |                 |                 |                 |                      |        |                   |        |        |         |
| Top 10              | 2               |                 | 3               | 1               |                 | 3                    | 3      |                   | 12     | 3      | 10      |
| Punkteränge         | 18              | 13              | 15              | 7               |                 | 12                   | 3      |                   | 68     | 3      | 15      |
| Starts              | 29              | 17              | 19              | 10              |                 | 14                   | 3      |                   | 92     | 3      | 15      |
| Stand: Karriereende |                 |                 |                 |                 |                 |                      |        |                   |        |        |         |

### Weltcup-Gesamtplatzierungen
| Saison  | Gesamt | Gesamt | Langdistanz | Langdistanz | Sprint | Sprint |
| Saison  | Punkte | Platz  | Punkte      | Platz       | Punkte | Platz  |
| ------- | ------ | ------ | ----------- | ----------- | ------ | ------ |
| 1990/91 | 1      | 46.    | -           | -           | -      | -      |
| 1991/92 | -      | -      | -           | -           | -      | -      |
| 1992/93 | 84     | 29.    | -           | -           | -      | -      |
| 1993/94 | 135    | 21.    | -           | -           | -      | -      |
| 1994/95 | 55     | 36.    | -           | -           | -      | -      |
| 1995/96 | 184    | 18.    | -           | -           | -      | -      |
| 1996/97 | 201    | 15.    | 49          | 18.         | 112    | 14.    |
| 1997/98 | 206    | 14.    | 54          | 17.         | 161    | 12.    |
| 1998/99 | 187    | 18.    | 49          | 23.         | 108    | 22.    |